# Atergia corona
Atergia corona är en svampdjursart som beskrevs av Dickinson 1945. Atergia corona ingår i släktet Atergia och familjen Polymastiidae. Inga underarter finns listade i Catalogue of Life.